# Bombe
Bombe so nekdanja slovenska rock glasbena skupina, ki je delovala med letoma 1990 in 1997.
Člani skupine so bili pevec Miran Odobašič - Billy, kitarist Sašo Bole, basist Marko Šturm Bico in tekstopisec Gregor Tomc. V času svojega delovanja so posneli tri albume: Zvočni zid (1992), Metafizične svinje (1994) in Sladka pozaba (1997).

## Biografija
Bombe so nastale na pobudo Saše Boleta in Gregorja Tomca konec osemdesetih. V začetku kariere so bili razvpiti zaradi cenzure celotne prve plošče Zvočni zid. V zasedbi so v času delovanja skupine sodelovali premnogi glasbeniki, predvsem v ritem sekciji, kitaro pa je igral tudi takrat še mladi Matej Mršnik. Pevca Billyja je v bend pripeljal basist Bico http://www.zvpl.com/glasba/novice/bombe-izdajajo-da-best-mp3je/

## Diskografija
- Zvočni Zid, Bombe, 1992
- Metafizične svinje, Bombe, 1994
- Sladka pozaba, Bombe, 1997